# Veliki Radić
Veliki Radić är ett samhälle i Bosnien och Hercegovina.   Det ligger i entiteten Federationen Bosnien och Hercegovina, i den västra delen av landet, 210 km nordväst om huvudstaden Sarajevo. Veliki Radić ligger 402 meter över havet och antalet invånare är 138.
Terrängen runt Veliki Radić är kuperad. Runt Veliki Radić är det ganska tätbefolkat, med 93 invånare per kvadratkilometer.. Närmaste större samhälle är Bihać, 14,4 km väster om Veliki Radić. 
I omgivningarna runt Veliki Radić växer i huvudsak blandskog.